# Sándor Demján
Sándor Demján (Berveni, 14 mei 1943 - 26 maart 2018) was een Hongaars zakenman in vastgoed. Hij was president van TriGranit Development Co., Polus Investments Limited, en de National Society of Entrepreneurs and Employers. Met een geschat vermogen van een miljard euro was hij de rijkste man van Hongarije.
Demján werd in 1943 geboren als zoon van etnische Hongaren (Szeklers) in Transsylvanië in Berveni (Roemenië). In 1944 kwam hij met zijn moeder naar Hongarije. Op 7-jarige leeftijd werd hij bij adoptieouders in huis genomen omdat zijn moeder, een weduwe, hem niet kon verzorgen. Hij studeerde aan de Hogeschool voor Handel en Catering. Zijn eerste baan was bij de bankroete coöperatie AFESZ.
Demján was oprichter van de SKÁLA warenhuisketen en SKÁLA-COOP, de Magyar Hitel Bank (Hongaarse Credit Bank), de Midden-Europese Development Corporation, en het International Management Center, waarvan hij co-voorzitter is geweest samen met George Soros. Ook was hij verantwoordelijk voor de ontwikkeling van de winkelcentra Polus Center en WestEnd Citycenter in Boedapest, en winkelcentra in Slowakije, Polen, Roemenië en Kroatië. Demján was ook mede-eigenaar van de Korda studio's in Etyek.
Demján ontving The State of Hongarije Award (1980), werd Man van het jaar in Hongarije (1986), Meest invloedrijke zakenman van het decennium (2000), Ondernemer van het Jaar van Ernst en Young (2005), en ontving de Orde van Sint-Hertog Alexander Nevsky (2008).